# Cornet
Cornet es una entidad de población española del municipio de Sallent, perteneciente a la provincia de Barcelona, en la comunidad autónoma de Cataluña.

## Historia
A mediados del siglo XIX el lugar, ya por entonces perteneciente a Sallent, tenía contabilizadas 16 casas. Aparece descrito en el séptimo volumen del Diccionario geográfico-estadístico-histórico de España y sus posesiones de Ultramar de Pascual Madoz de la siguiente manera:

CORNET: ald. en la prov., aud. terr. y c. g. de Barcelona (12 leg.), part. jud. de Manresa (4), dioc. de Vich (5), ayunt. de Cellent (1 1/2): sit. en terreno montuoso; le combaten los vientos del O.; su clima es sano, y no se conocen mas enfermedades que las estacionales. Tiene 16 casas y una igl. parr., (Sta. Maria), servida por un cura de segundo ascenso. El térm. confina N. Gayá; E. Sta. Eugenia de Relat; S. Albiñá, y O. Balsareni; en él se encuentran 2 fuentes de buenas aguas para el surtido del vecindario, y una ermita, dedicada á Sta. Susana, sit. en un pequeño llano. El terreno es de mediana calidad; le fertiliza un r. que lleva el mismo nombre de la ald. y tiene su origen de una fuente; corre de NE. á O., y antes de desaguar en el r. Llobregat le cruza un puente; su curso es de 2 3/4 leg.; á su der., dist. 2/3 leg., se ven las ruinas de un cast. ant. que se cree fué obra de los árabes. Hay un camino de herraSdura desde Collent á Prats de Llusanés, que se halla en buen estado. prod.: cereales, legumbres y vino; cria ganado lanar, y caza de conejos, perdices y liebres. pobl., riqueza y contr. (V. Cellent.)
(Madoz, 1847, p. 24)

En 2022 la entidad singular de población tenía empadronados 40 habitantes.

## Patrimonio
En el lugar hay una iglesia bajo la advocación de Santa María.